# Carolina de Erbach-Fürstenau
Carolina Amália de Erbach-Fürstenau (em alemão:  Caroline Amalie; Castelo de Fürstenau, 29 de setembro de 1700 — Hildburghausen, 7 de maio de 1758), foi uma condessa de Erbach-Furstenau e, por casamento, uma duquesa de Saxe-Hildburghausen.  Entre 1745 e 1748, foi também regente de Saxe-Hildburghausen.

## Vida
Carolina era filha de Filipe Carlos, Conde de Erbach-Fürstenau (1677–1736), que era também senhor de Breuberg, e da sua primeira esposa, a condessa Carlota Amália de Kunowitz (1677–1722).
Casou-se a 19 de Junho de 1726 no Castelo de Fürstenau com Ernesto Frederico II, Duque de Saxe-Hildburghausen. O casal começou por viver em Königsberg, na Baviera, onde nasceu o príncipe-herdeiro Carlos Frederico Ernesto. Em 1730, Ernesto Frederico mandou construir um castelo de lazer para a sua esposa, ao qual deu o nome de Castelo de Carolina.  Em 1744 também mandou aumentar o Castelo de Eisfeld que estava reservado como propriedade de viuvez para Carolina.
Após a morte do marido em 1745, Carolina governou como regente em nome do seu filho Carlos Frederico Ernesto, que ainda era menor de idade. Num decreto de 1746, Carolina tomou medidas contra os "ciganos nómadas e os pedintes", chegando mesmo a permitir a aplicação da pena de morte nesses casos.  Reestruturou o Código de Procedimentos Criminais e impediu a venda de feudos, títulos ou imóveis sem autorização prévia do soberano.  Num caso que foi levado ao Supremo Tribunal no qual o Ducado de Saxe-Meiningen exigia a posse do distrito de Sonnefeld, e que durou entre 1743 e 1752, foi representada pelo advogado Johann Sebastian Kobe von Koppenfels, que a ajudou a vencer o processo.

## Descendência
1. Ernesto Frederico III Carlos, Duque de Saxe-Hildburghausen (10 de Junho de 1727 – 23 de Setembro de 1780), casado primeiro com a princesa Luísa da Dinamarca; com descendência. Casado depois com a princesa Cristiana de Brandemburgo-Bayreuth; com descendência. Casado em terceiro lugar com a princesa Ernestina Augusta de Saxe-Weimar; com descendência.
2. Frederico Augusto Alberto de Saxe-Hildburghausen (8 de Agosto de 1728 – 14 de Junho de 1735), morreu aos sete anos de idade.
3. Eugénio de Saxe-Hildburghausen (8 de Outubro de 1730 – 4 de Dezembro de 1795), casado com a sua sobrinha, a princesa Carolina de Saxe-Hildburghausen (filha de Ernesto Frederico III); sem descendência.
4. Amália de Saxe-Hildburghausen (21 de Julho de 1732 – 19 de Junho de 1799), casada com o príncipe Luís de Hohenlohe-Neuenstein-Öhringen; com descendência.

## Genealogia
| Carolina de Erbach-Fürstenau | Pai: Filipe Carlos, Conde de Erbach-Fürstenau | Avô paterno: Jorge Alberto II, Conde de Erbach-Fürstenau   | Bisavô paterno: Jorge Alberto I, Conde de Erbach-Schönberg |
| Carolina de Erbach-Fürstenau | Pai: Filipe Carlos, Conde de Erbach-Fürstenau | Avô paterno: Jorge Alberto II, Conde de Erbach-Fürstenau   | Bisavó paterna: Isabel Doroteia de Hohenlohe-Waldenburg    |
| Carolina de Erbach-Fürstenau | Pai: Filipe Carlos, Conde de Erbach-Fürstenau | Avó paterna: Ana Doroteia Cristina de Hohenlohe-Waldenburg | Bisavô paterno:' Filipe Godofredo de Hohenlohe-Waldenburg  |
| Carolina de Erbach-Fürstenau | Pai: Filipe Carlos, Conde de Erbach-Fürstenau | Avó paterna: Ana Doroteia Cristina de Hohenlohe-Waldenburg | Bisavó paterna: Ana Cristiana de Limpurg                   |
| Carolina de Erbach-Fürstenau | Mãe: Carlota Amália de Kunowitz               | Avô materno: João Dietrich, Conde de Kunowitz              | Bisavô materno: João Bernardo, Barão de Kunowitz           |
| Carolina de Erbach-Fürstenau | Mãe: Carlota Amália de Kunowitz               | Avô materno: João Dietrich, Conde de Kunowitz              | Bisavó materna: Anna Elisabeth von Wrbna und Freudenthal   |
| Carolina de Erbach-Fürstenau | Mãe: Carlota Amália de Kunowitz               | Avó materna: Doroteia de Lippe-Brake                       | Bisavô materno: Otão, Conde de Lippe-Brake                 |
| Carolina de Erbach-Fürstenau | Mãe: Carlota Amália de Kunowitz               | Avó materna: Doroteia de Lippe-Brake                       | Bisavó materna: Margarida de Nassau-Dillenburg             |